# Rudolf Schmundt
Rudolf Schmundt (Metz, Alsacia-Lorena, Alemania; 13 de agosto de 1896-Rastenburg, Prusia Oriental; 1 de octubre de 1944) fue un oficial alemán, más recientemente General de Infantería de la Wehrmacht y edecán de ejército de Adolf Hitler durante la Segunda Guerra Mundial. Fue un personaje muy controvertido por su cercanía y alineamiento con Hitler; y su compromiso con las necesidades del OKH. En los círculos castrenses y aun por las mismas SS, se le llegó a considerar como el sucesor natural de Hitler en 1943. Murió de las heridas sufridas en el atentado del 20 de julio de 1944 a Hitler.

## Biografía
Rudolf Schmundt, nació en 1896 en Metz, provenía de una familia de militares del ejército imperial. Su padre fue Richard Schmundt, un comandante de un Regimiento de Fusileros N.º 35, Prinz Heinrich an der Havel .
Se unió al ejército imperial e ingresó en el mismo regimiento en el que sirvió su padre y en 1914, participó en las principales batallas de la Gran Guerra, tales como la del Somme, y en los campos de Marne. Recibió la Cruz de Hierro de Segunda Clase y luego la de Primera Clase por sus actitudes sobresalientes en el puesto de ayudante de campo del comandante de su regimiento. Finalizó la contienda con un registro de haber sido herido en batalla y como teniente.
Permaneció en el ejército formando filas en el 35.º Regimiento ahora del Reichswehr ubicado en Potsdam y Schmundt fue oficial de mando de varias unidades hasta 1924. En 1925, realizó un curso en la Escuela de Aviación obligatorio para oficiales de ejército para la formación de compañías de Aviación pertenecientes al Reischwehr y luego en 1926 fue ascendido a teniente primero.
Luego pasó a tomar las funciones de Ayudante del Comandante del 9.º Regimiento de Infantería, una función muy apetecida dada la posibilidad de lograr ascensos rápidos en el escalafón militar.
Se casó el 14 de octubre de 1926 con Anneliese von Kammer y tuvieron tres hijas, Bárbara (1927), Gisela (1933) e Ingrid (1940).
En 1929 asistió a la Academia de Guerra de Könisbgerg donde se formó como un oficial de Estado Mayor bajo el amparo del General Werner von Blomberg. En 1932, asciende a capitán de ejército de la Wehrmacht y pasa bajo el mando directo como ayudante del entonces coronel Wilhelm Keitel que era Jefe del Departamento de Organización y Armamentos del Ejército, a Mayor en 1936 como ayudante del general Hermann Hoth y en 1938 realiza un curso especial de Ayudante de General en Jefe y en 1939, ostenta el grado de Oberts (coronel).

### Edecán de Hitler
El 29 de enero de 1938, a raíz de la Crisis Blomberg Fritsch, y por sugerencia del general Wilhelm Keitel quien a la sazón fungía como Jefe del Personal del Ejército en el Ministerio de Guerra, fue solicitado para formar parte del personal dependiente de Hitler como su ayudante personal (edecán de Ejército), y fue muy cercano al estadista recibiendo muchas veces órdenes e instrucciones en el acostumbrado modo oral del líder alemán y él los transcribía, cuando correspondía, al papel llevando un cuidadoso registro. También fue receptor de comentarios confidenciales de Hitler, Hitler llegó a apreciarle mucho por su modestia, generosidad, sus cualidades profesionales y lealtad. En 1942 fue ascendido a General de División y con el cargo adicional de Jefe de Personal del Ejército. Schmundt fue vital para acercar las posiciones del general Erich von Manstein y Hitler en la planificación de la Invasión de Francia.
Schmundt tuvo conocimiento detallado más que ningún otro miembro de la Wehrmacht de las atrocidades que se cometían contra la población judía en los territorios ocupados, de hecho, Walter Frentz, camarógrafo de guerra oficial de Hitler, viajó con Himmler a Minsk en 1941 y fue testigo de una ejecución masiva la cual tuvo la oportunidad de filmar. A su regreso, consultó a Schmundt sobre estas ejecuciones y este le espetó que destruyera el film y se abstuviese de meter las narices en asuntos que no le concernían.
Schmundt tuvo un papel primordial en lograr la cooperación del Ejército y las actividades de los comandos Einsatzgruppen en su funesto cometido contra la población judía durante la Operación Barbarroja al expresar que las Fuerzas Armadas debían un juramento hacía el Führer en su lucha contra el judaísmo.
En 1943, fue ascendido a Teniente-General. En la medida que empezaron las divisiones, distanciamientos y los conflictos con los altos mandos del Ejército (OKH) con Hitler, debido a su intervencionismo en el Frente Oriental, Schmundt tuvo la difícil tarea de hacer de oficial mediador y mensajero entre ambas partes intentando conciliar los intereses de ambas partes y ganó un elevado grado de influencia sobre el estadista.
Tal era la influencia y base de poder alcanzada por Schmundt que el mismo Himmler con quien mantenía una estrecha relación le sugirió que podría llegar a ser el sucesor del mismo Hitler y que el ejército lo apoyaba. Schmundt mismo y sin sospechar su alcance, abrió una puerta hacía Hitler a los militares conspiradores, el 1 de julio de 1944, al apoyar en su nombramiento como ayudante del Jefe del Estado Mayor del Ejército de Reserva, al coronel Claus von Stauffenberg.

Posición (N.º 7) de Schmundt en la conferencia durante el Atentado del 20 de julio de 1944

### Final
Schmundt en su calidad de ayudante del Führer asistió el 20 de julio de 1944 a Wolfsschanze y debido a que el dictador desechó el bünker de reuniones por razones de temperatura, la conferencia se trasladó a la casa de planos de Albert Speer donde Schmundt junto Heinz Brandt y Adolf Heusinger ocuparon un lugar a la derecha de Hitler en la improvisada sala de conferencias. A los 10 minutos de comenzada la reunión, ingresó el coronel Claus von Stauffenberg y unos minutos después colocó el maletín-bomba casi a los pies de Hitler bajo el mesón y se retiró, el coronel Heinz Brandt tropezó con el maletín y lo colocó al otro lado de la pata del mesón prácticamente frente a sí mismo y a Schmundt, salvando sin querer probablemente la vida de Hitler. Siete minutos después el maletín explotó causándole gravísimas heridas a Schmundt y al mismo Brandt junto a otras personalidades. 
Schmundt perdió el ojo izquierdo, recibió metralla junto con quemaduras graves y esquirlas en ambas piernas pero sobrevivió siendo llevado al Hospital de Rastenburg. Hitler quien salió prácticamente ileso del atentado, visitó a Schmundt en el hospital y le ascendió a General de Brigada el 1 de septiembre. Hitler exigió al personal médico que se hiciera todo lo posible por la recuperación de su edecán favorito.
Cuando parecía que iba a recuperarse, Schmundt murió repentinamente el día 1 de octubre de 1944 a causa de sus heridas y fue enterrado con honores en el cementerio militar Invalidenfriedhof de Berlín.
Las notas escrupulosamente llevadas por Schmundt en vida, fueron halladas en la caja fuerte del general Walter Scherff, historiador oficial de Hitler y sirvieron como testimonios en contra en los enjuiciamientos de Wilhelm Keitel y Alfred Jodl.